# Night Gunner
 (mars 2013).
Si vous disposez d'ouvrages ou d'articles de référence ou si vous connaissez des sites web de qualité traitant du thème abordé ici, merci de compléter l'article en donnant les références utiles à sa vérifiabilité et en les liant à la section « Notes et références ».
Night Gunner, (Canonnier de nuit)    est un jeu vidéo de type shoot them up sorti en 1983 sur Sinclair ZX Spectrum ,. L'auteur est Rod J. Swift.

La version Amstrad CPC date de 1986.

## Synopsis
Vous êtes un canonnier et bombardier durant la Deuxième Guerre mondiale. Votre mission consiste à défendre votre avion et détruire les forces ennemies au sol.

## Système de jeu
L'avion et le viseur sont dirigés à l'aide du manche ou des touches curseur. Il est possible de jouer à 1 ou 2 joueurs et de choisir entre 4 niveaux de compétence

## Portages et rééditions
- 1986 : Amstrad CPC par Tim MOORE [4]